# Hemipachymorpha omphale
Hemipachymorpha omphale är en insektsart som först beskrevs av John Obadiah Westwood 1859.  Hemipachymorpha omphale ingår i släktet Hemipachymorpha och familjen Diapheromeridae. Inga underarter finns listade i Catalogue of Life.